# Sexueller Reaktionszyklus

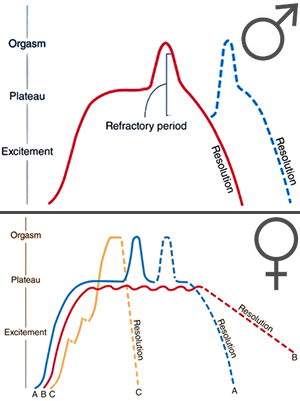
Unterschiedliche Typen des sexuellen Reaktionszyklus nach Masters und Johnson: Verlauf bei Männern (oben) und Frauen (unten)

Der sexuelle Reaktionszyklus ist eine Einteilung der sexuellen Reaktion beim Menschen in vier Phasen, die in den 1960er-Jahren von Masters und Johnson vorgenommen wurde. Von den klinischen Psychologen Kaplan und Lief wurde 1977 darauf hingewiesen, dass dem linearen Modell von Masters und Johnson eine länger vorangehende Phase von Verlangen fehlt. Viele ihrer Patienten konnten sexuell erregt werden, ohne ein Verlangen nach Sex zu haben. An diesem erweiterten Modell wiederum wurde angemerkt, dass Erregung auch Verlangen verursachen kann. Nach einem Experiment von Geer und Fuhr 1976 haben Informationsverarbeitungsmodelle für die Sexualwissenschaft stark an Bedeutung gewonnen. Dadurch kann argumentiert werden, dass jede sexuelle Reaktion ein Produkt eines komplexeren unterliegenden sexuellen Systems ist, welches mit allgemeinen psychologischen Modellen untersucht werden kann.

## Phasen des Reaktionszyklus

### Erregungsphase

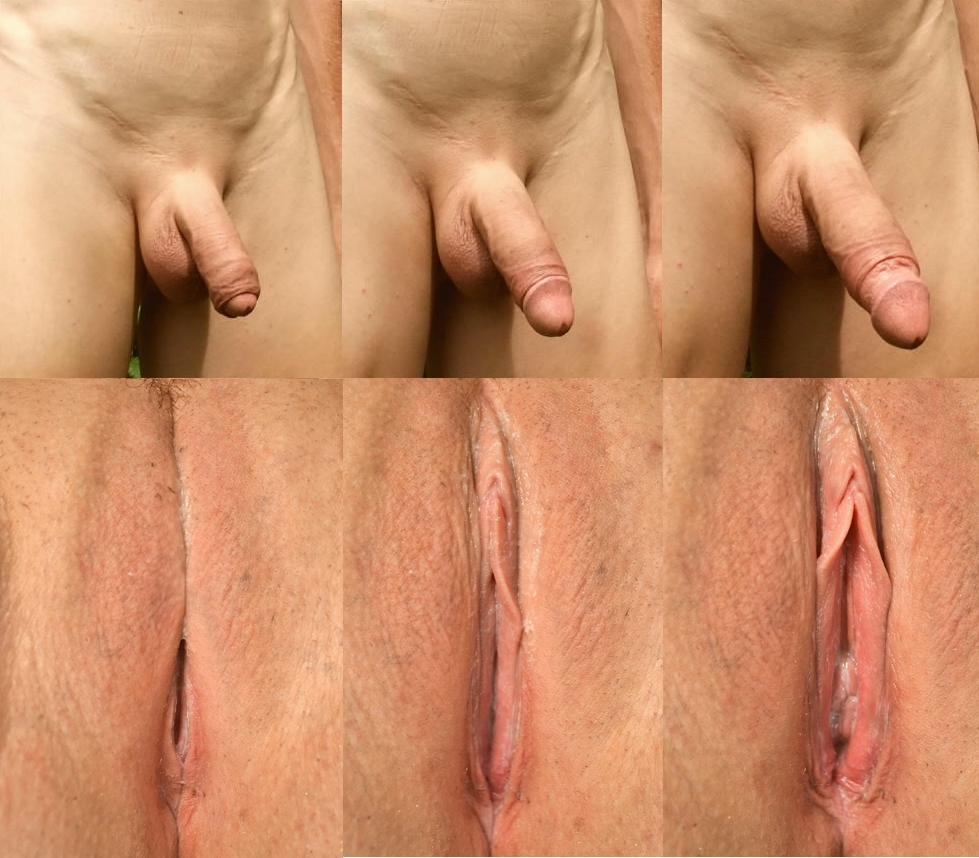
In der Phase sexueller Erregung kommt es zu einem verstärkten Blutandrang in den Genitalien. Dieser führt zu einem Anschwellen des Penis (oben) bzw. der Klitoris und der Schamlippen (unten).

Während der Erregungsphase, die einige Minuten bis zu einer Stunde anhalten kann, gibt es vaskuläre (die Blutgefäße betreffende) Veränderungen in der Beckenregion. Es steigen Puls und Blutdruck an. Eine Vasokongestion, auch englisch sex flush genannt, kann einsetzen. Bei Frauen schwellen Klitoris, Schamlippen und Brustwarzen an und die Geschlechtsteile werden feucht. Männer bekommen eine Erektion des Penis.

### Plateauphase
Während der darauffolgenden Plateauphase wird ein individuell verschiedenes Ausmaß an Erregung erreicht. Dabei wird die Muskelanspannung gesteigert. Puls und Blutdruck steigen weiter an. Frauen erleben eine Weitung der äußeren Schamlippen, eine Schwellung des äußeren Drittels der Vagina sowie die Absonderung von sogenanntem vaginalen Transsudat (sofern nicht Lubrikationsmangel auftritt). Dagegen sondern die Bartholinschen Drüsen ihr klares Sekret erst spät in dieser Phase ab, während homolog dazu Männer ein Sekret aus den Cowperschen Drüsen (Präejakulat) abgeben.

### Orgasmusphase
Die Orgasmusphase markiert die größte Intensität der Lustempfindung; der Orgasmus dauert bei Männern und Frauen durchschnittlich einige Sekunden.
Der sex flush, die Durchblutung der obersten Hautschichten, erhöht sich auf ein Maximum.
Es kommt zu unwillkürlichen, rhythmischen Muskelkontraktionen in der Genital- und Analregion mit einem Intervall von ungefähr 0,8 Sekunden.
Der Orgasmus einer Frau ist begleitet von rhythmischen Muskelkontraktionen (Muskeln im unteren Scheidendrittel der Vagina, der Gebärmutter und der Analregion), insbesondere der Beckenbodenmuskeln entlang der „orgastischen Manschette“. Dieser Begriff bezeichnet eine venöse Stauung (Kongestion der Schwellkörpersysteme, d. h. perivaginale Schwellkörper) im äußeren Drittel der Vagina, d. h. im Bereich des Scheideneingangs (Introitus vaginae), die sich mit zunehmender sexueller Erregung ausbildet. Ein durchschnittlicher Orgasmus besteht aus etwa 5, ein intensiver Orgasmus aus 10 bis 15 Kontraktionen.

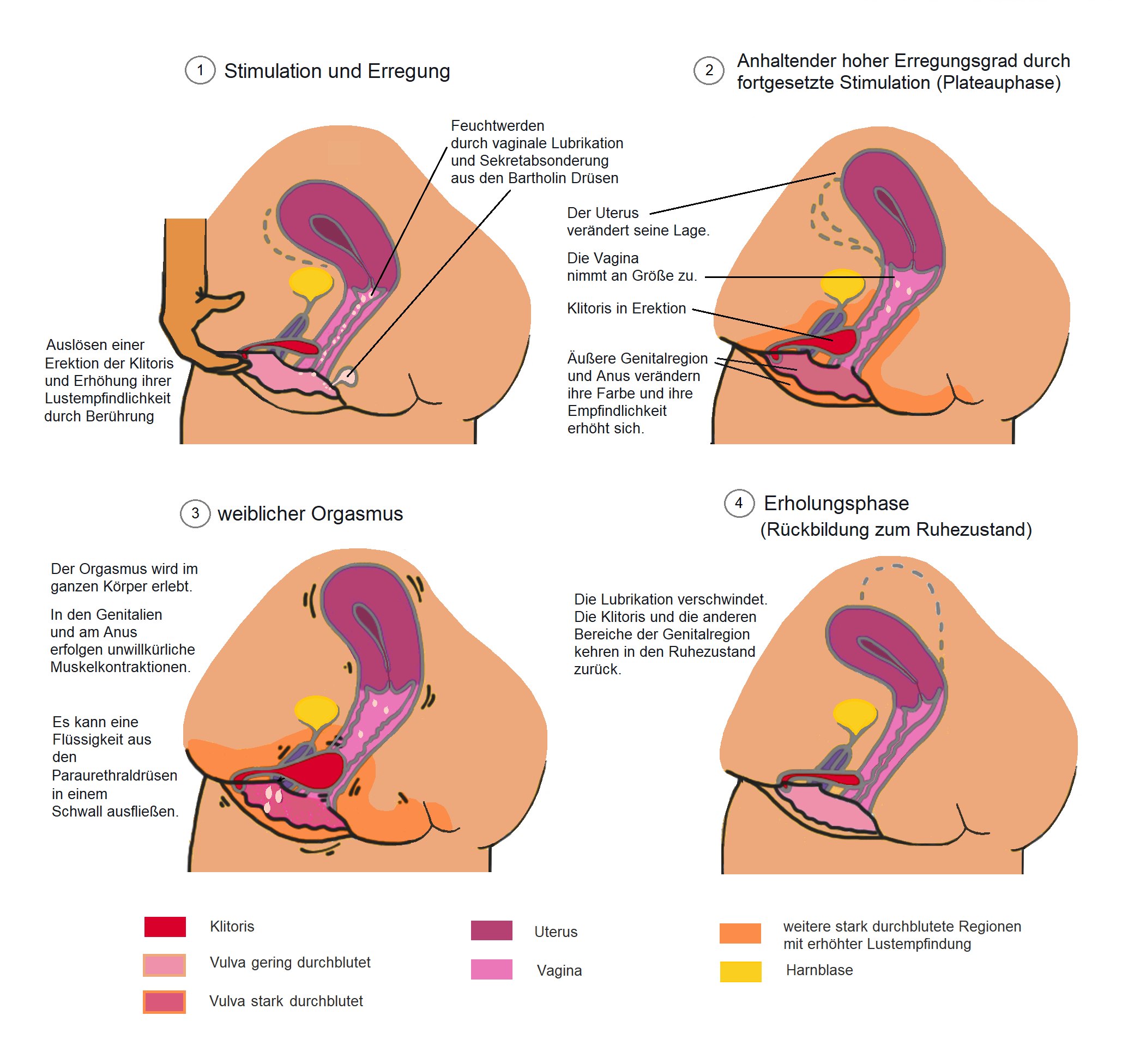
Schematische Darstellung der Erregungsphasen vor, während und nach dem weiblichen Orgasmus und der entsprechenden Organe; Sagittalebene

Während des Orgasmus stößt der Mann in der Regel Sperma aus. Diese Ejakulation geht fast immer mit einem Orgasmus einher, der unter krankhaften Bedingungen jedoch nicht als solcher empfunden wird. Männer können aber einen Orgasmus ohne Spermaausstoß bekommen. Auch Frauen können beim Orgasmus eine klare Flüssigkeit aus den Paraurethraldrüsen absondern.
Das alles geht einher mit der nochmaligen Steigerung der Frequenz des Herzschlags bis zum Doppelten, einem Anstieg des Blutdrucks sowie einer Beschleunigung der Atmung. Es mündet in einem Höhepunkt der Herz-, Kreislauf- und Atmungstätigkeit, teilweise auch in einem kurzen Bewusstseinsverlust.

### Rückbildungsphase
In der Rückbildungsphase kehrt der Körper zur normalen Herz-Kreislauf-Funktion zurück; Blutdruck und die Atmung werden wieder auf Normalwerte reguliert; es kommt zu Müdigkeitsgefühlen (sogenannte postkoitale Müdigkeit). Der Penis bei Männern sowie Schamlippen, Klitoris und Brustwarzen bei Frauen schwellen ab. Beim männlichen Geschlecht beginnt unmittelbar nach dem Orgasmus eine Phase sexueller Reizunempfindlichkeit (Refraktärphase). Während dieser Refraktärperiode sind Reaktionen auf sexuelle Reize gering, und es kann daher zu keinem weiteren Orgasmus kommen.
Vor allem in jungen Jahren kann die Refraktärphase sehr kurz sein. Sie nimmt jedoch in der Regel mit dem Alter deutlich zu.

## Mehrfache (multiple) Orgasmen
Unterschieden werden:
- Diskrete Multi-Orgasmen, dabei sinkt der Puls zwischen zwei Orgasmen wieder auf das Ausgangsniveau herab, auch bei Frauen, deren Klitoris nach dem Orgasmus so überempfindlich ist, dass eine sofortige erneute Stimulation unangenehm ist (und deshalb eine „Abkühlphase“ angebracht ist).
- Kontinuierliche Multi-Orgasmen, der Puls bleibt dazwischen hoch.

„Frauen scheinen […] keine ‚Refraktärperiode‘ zu haben“. Eine nach dem Orgasmus fortgeführte sexuelle Stimulation kann deshalb zu weiteren Orgasmen führen. Die Rückbildungsphase setzt erst nach dem letzten Orgasmus ein.
Eine Vielzahl in diesem Falle unerwarteter, ungewollter Orgasmen kann bei einer als Persistent sexual arousal syndrome bezeichneten schwerwiegenden Funktionsstörung mit sexueller Dauererregung auftreten.

## Geschlechterunterschiede
Erkenntnisse der Sexualwissenschaft zeigen, dass Frauen eine langsamere und flachere Erregungskurve als Männer haben und daher deutlich mehr Zeit brauchen, um den sexuellen Höhepunkt zu erreichen. Sie werden vor allem durch Körperkontakt erregt, während Männer die Erregung insbesondere durch visuelle Stimulation erhalten. 
Der Orgasmus der Frau kann länger und heftiger als beim Mann ausfallen, ist multipel möglich, wird aber nicht regelmäßig beim Geschlechtsverkehr erreicht. Demgegenüber kann die Dauer des männlichen Orgasmus kürzer ausfallen, ist dafür aber in der Regel bei ausreichender sexueller Stimulation bei jedem Geschlechtsverkehr schneller als bei der Frau erreichbar.